# Praia do Santinho

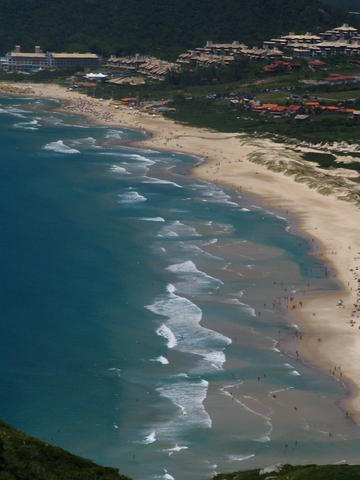
Praia do Santinho

Praia do Santinho (of Praia das Aranhas) is een strand in het noordoosten van het eiland Santa Catarina. Het is gelegen in het district Ingleses do Rio Vermelho van de gemeente Florianópolis in het zuiden van Brazilië. Het strand is ongeveer 1,2 kilometer lang.
Sinds de bouw van een luxe hotel, wordt het strand in toenemende mate bezocht door toeristen.
Ten zuiden van het strand zijn er op de rosten collecties van inscripties te vinden van ongeveer 5.000 jaar oud.